# Fort La Baye
Le fort La Baye est un poste militaire construit en 1717 en Nouvelle-France pour protéger les colons, trappeurs et les Amérindiens de la baie des Puants. Il servit jusqu'en 1760, lorsque les Britanniques en prirent possession.

## Histoire
En 1718, il y avait plusieurs familles canadiennes qui vivaient proches du fort. D'autres familles s'établirent de l'autre côté de la rivière avec les Amérindiens Menominee. La plupart des familles sont venues à La Baye depuis la région de Mackinac.
En 1733, les Sauks, alliés aux Renards, ont attaqué le Fort La Baye. Lorsque les forces canadiennes et françaises les ont pourchassés, les fils de De Villiers et Repentigny furent tués. Pas longtemps après, Pierre-Paul Marin fut choisi comme chef du régiment contre les Renards et les Sauks. Il domina en 1739, et c'est alors que Marquis de Beauharnois, le gouverneur du Canada et de la Nouvelle-France écrivit : "Sieur Marin a rétabli la paix et la tranquillité".
En 1744, Paul-Louis Dazemard de Lusignan prend le commandement de ce fort afin de maintenir l'ordre dans la baie des Puants. Il y restera jusqu'en 1747.